# Промеран
Промеран — мощнейший диуретик. В настоящее время не применяют из-за общей токсичности.
Бесцветная или слабо окрашенная прозрачная жидкость щелочной реакции.
Промеран, подобно меркузалу, является ртутным диуретиком и имеет сходство с ним по механизму действия. Мочегонный эффект промерана обычно проявляется на 2-й день лечения и достигает максимума на 3—4-й день.
Применяют промеран при недостаточности кровообращения с застойными явлениями, нефрозах и поражениях печени. Его назначают внутрь в таблетках, содержащих 18 мг препарата, 3—4 раза в день после еды в течение 4—5 дней.
Для усиления действия промерана одновременно с ним назначают хлорид аммония.
В некоторых случаях промеран вызывает побочные эффекты: диспепсические расстройства, кожный зуд.